# Serrat de Sentigosa
La Serrat de Sentigosa és una serra situada al municipi de Sant Joan de les Abadesses a la comarca del Ripollès, amb una elevació màxima de 1.157 metres.